# Indyjskie filmy zgłoszone do rywalizacji o Oscara w kategorii filmu nieanglojęzycznego
Lista indyjskich kandydatów do Oscara za najlepszy nieangielskojęzyczny film – rząd Indii powołuje corocznie komitet wybierający spośród wszystkich wyprodukowanych w danym roku filmów kandydata do Nagrody Akademii Filmowej za najlepszy film nieanglojęzyczny.

## Lista wybranych filmów
| Rok (Ceremonia) | Angielski tytuł              | Oryginalny tytuł               | Reżyser                    | Rezultat       |
| --------------- | ---------------------------- | ------------------------------ | -------------------------- | -------------- |
| 1957 (30.)      | Mother India                 | मदर इंडिया                        | Khan Mehboob               | Nominacja      |
| 1958 (31.)      | Madhumati                    | मधुमती                           | Bimal Roy                  | Brak nominacji |
| 1959 (32.)      | Świat Apu                    | অপুর সংসার                        | Satyajit Ray               | Brak nominacji |
| 1960 (33.)      | The Great Mughal             | मुग़ल-ए आज़म                      | K. Asif                    | Brak nominacji |
| 1961 (34.)      | Stree                        | Stree                          | Rajaram Vankudre Shantaram | Brak nominacji |
| 1962 (35.)      | Sahib Bibi Aur Ghulam        | साहिब बीबी और ग़ुलाम                  | Abrar Alvi                 | Brak nominacji |
| 1963 (36.)      | Wielkie miasto               | মহানগর                          | Satyajit Ray               | Brak nominacji |
| 1965 (38.)      | The Guide                    | गाइड                            | Vijay Anand                | Brak nominacji |
| 1966 (39.)      | Amrapali                     | Amrapali                       | Lekh Tandon                | Brak nominacji |
| 1967 (40.)      | Aakhri Khat                  | Aakhri Khat                    | Chetan Anand               | Brak nominacji |
| 1968 (41.)      | Elder Sister                 | Majhli Didi                    | Hrishikesh Mukherjee       | Brak nominacji |
| 1969 (42.)      | Deiva Magan                  | தெய்வ மகன்                        | A.C. Tirulokchandar        | Brak nominacji |
| 1971 (44.)      | Reshma Aur Shera             | रेशमा और शेरा                      | Sunil Dutt                 | Brak nominacji |
| 1972 (45.)      | Uphaar                       | उपहार                           | Sudhendu Ray               | Brak nominacji |
| 1973 (46.)      | Saudagar                     | सौदागर                           | Sudhendu Ray               | Brak nominacji |
| 1974 (47.)      | Garam Hawa                   | Garam Hawa गरम हवा              | M.S. Sathyu                | Brak nominacji |
| 1977 (50.)      | Manthan                      | मंथन                            | Shyam Benegal              | Brak nominacji |
| 1978 (51.)      | Szachiści                    | Shatranj Ke Khilari शतरंज के खिलाड़ी | Satyajit Ray               | Brak nominacji |
| 1980 (53.)      | Payal Ki Jhankaar            | पायल की झंकार                      | Satyen Bose                | Brak nominacji |
| 1984 (57.)      | Saaransh                     | सारांश                            | Mahesh Bhatt               | Brak nominacji |
| 1985 (58.)      | Saagar                       | सागर                            | Ramesh Sippy               | Brak nominacji |
| 1986 (59.)      | Swathi Muthyam               | స్వాతి ముత్యం                        | Kasinadhuni Viswanath      | Brak nominacji |
| 1987 (60.)      | Nayagan                      | நாயகன்                           | Mani Ratnam                | Brak nominacji |
| 1988 (61.)      | Salaam Bombay!               | सलाम बॉम्बे                        | Mira Nair                  | Nominacja      |
| 1989 (62.)      | Parinda                      | परिंदा                            | Vidhu Vinod Chopra         | Brak nominacji |
| 1990 (63.)      | Anjali                       | அஞ்சலி                           | Mani Ratnam                | Brak nominacji |
| 1991 (64.)      | Henna                        | हिना                             | Randhir Kapoor             | Brak nominacji |
| 1992 (65.)      | Thevar Magan                 | தேவர் மகன்                        | Bharathan                  | Brak nominacji |
| 1993 (66.)      | Rudaali                      | रुदाली                            | Kalpana Lajmi              | Brak nominacji |
| 1994 (67.)      | Królowa bandytów             | बैंडिट क्वीन                        | Shekhar Kapur              | Brak nominacji |
| 1995 (68.)      | Kuruthipunal                 | குருதிப்புனல்                        | P.C. Sreeram               | Brak nominacji |
| 1996 (69.)      | Indian                       | இந்தியன்                          | S. Shankar                 | Brak nominacji |
| 1997 (70.)      | Guru                         | ഗുരു                             | Rajiv Anchal               | Brak nominacji |
| 1998 (71.)      | Jeans                        | ஜீன்ஸ்                            | S. Shankar                 | Brak nominacji |
| 1999 (72.)      | Ziemia                       | अर्थ                            | Deepa Mehta                | Brak nominacji |
| 2000 (73.)      | Hey Ram                      | ஹே ராம் हे राम                      | Kamal Haasan               | Brak nominacji |
| 2001 (74.)      | Lagaan: Dawno temu w Indiach | लगान                            | Ashutosh Gowariker         | Nominacja      |
| 2002 (75.)      | Devdas                       | देवदास                           | Sanjay Leela Bhansali      | Brak nominacji |
| 2004 (77.)      | Shwaas                       | श्वास                            | Sandeep Sawant             | Brak nominacji |
| 2005 (78.)      | Paheli                       | पहेली                            | Amol Palekar               | Brak nominacji |
| 2006 (79.)      | Kolor szafranu               | रंग दे बसंती                       | Rakeysh Omprakash Mehra    | Brak nominacji |
| 2007 (80.)      | Eklavya: The Royal Guard     | एकलव्य - दी रॉयल गार्ड              | Vidhu Vinod Chopra         | Brak nominacji |
| 2008 (81.)      | Gwiazdy na ziemi             | तारे ज़मीन पर                      | Aamir Khan                 | Brak nominacji |
| 2009 (82.)      | Harishchandrachi Factory     | हरिश्‍चंद्राची फॅक्टरी                    | Paresh Mokashi             | Brak nominacji |
| 2010 (83.)      | Peepli Live                  | Peepli लाइव                     | Anusha Rizvi               | Brak nominacji |